# Noville-les-Bois
Noville-les-Bois is een plaats en deelgemeente van de Belgische gemeente Fernelmont in de provincie Namen. Tot 1 januari 1977 was het een zelfstandige gemeente, bij de vorming van de nieuwe gemeente Fernelmont in 1977 werd de naam gekozen van Fernelmont omwille van het centraal in de nieuwe gemeente gelegen kasteel van Fernelmont. Het gemeentehuis van Fernelmont bevindt zich echter in Noville-les-Bois.

## Bezienswaardigheden
- Het Kasteel van Fernelmont
- De Sint-Stefanuskerk (Église Saint-Étienne) is een classicistisch kerkgebouw van 1772. De parochie was tijdens het ancien régime afhankelijk van de Abdij van Salzinnes.
- De Sint-Jozefkerk (Église Saint-Joseph}, gelegen in Sart d'Avril, is een neogotisch kerkgebouw van 1876.

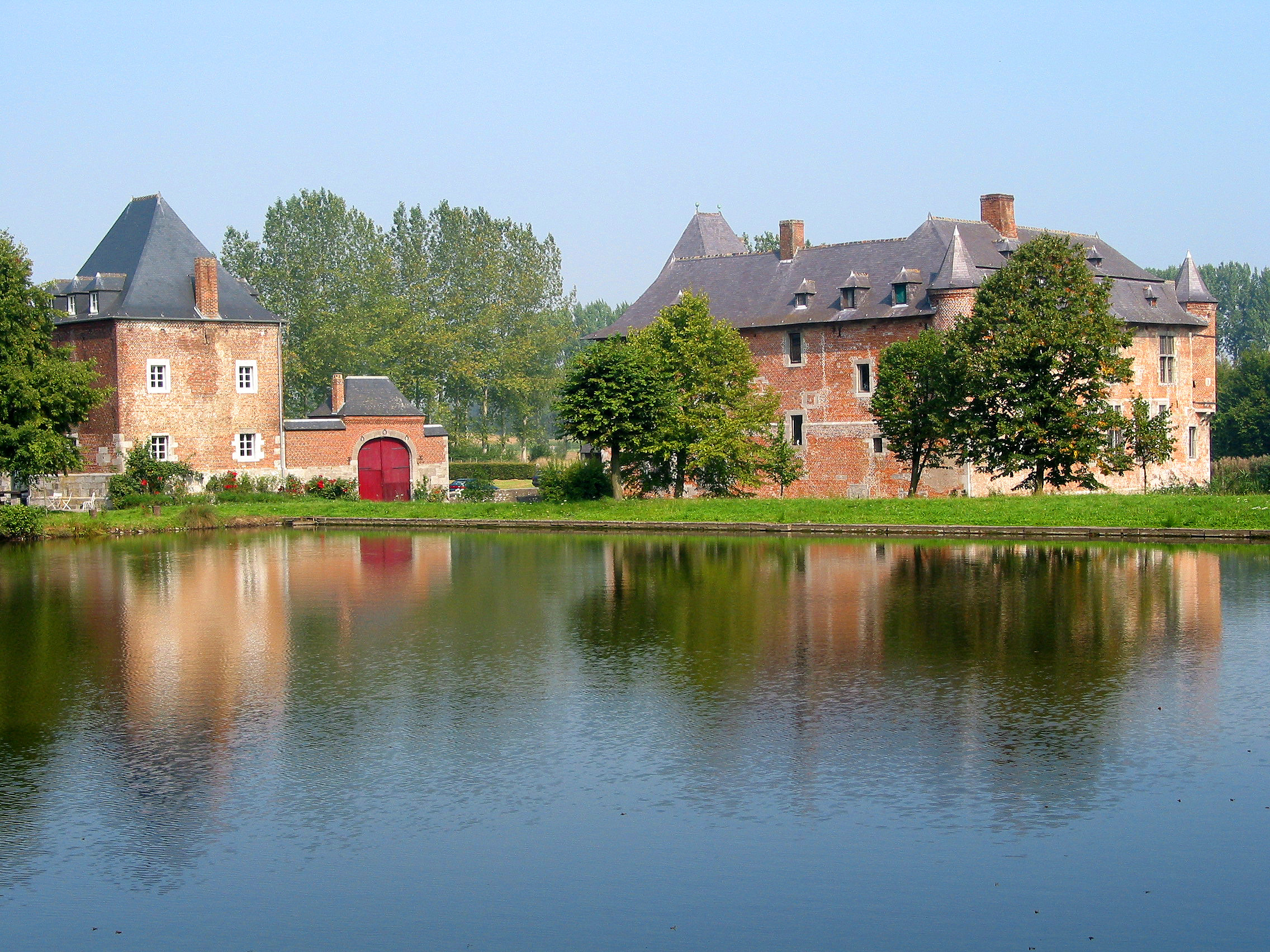
Kasteel van Fernelmont

## Natuur en landschap
De hoogte aan de Sint-Stefanuskerk bedraagt 175 meter.

## Demografische ontwikkeling
- Bronnen:NIS, Opm:1831 tot en met 1970=volkstellingen, 1976= inwoneraantal op 31 december

## Geboren in Noville-les-Bois
- Pierre Beaufays (1943-2024), politicus

## Nabijgelegen kernen
Cortil-Wodon, Hambraine, Franc-Waret, Forville